# Liste öffentlicher Bücherschränke im Landkreis Lörrach
In der Liste öffentlicher Bücherschränke im Landkreis Lörrach sind öffentliche Bücherschränke für Orte, die zum Landkreis Lörrach in Baden-Württemberg gehören, aufgeführt. Sie ist primär nach Orten sortiert, unabhängig davon, ob es sich um Ortsteile, Gemeinden oder Städte handelt. Der Artikel ist Teil der übergeordneten Liste öffentlicher Bücherschränke in Baden-Württemberg. Ein öffentlicher Bücherschrank ist ein Schrank oder schrankähnlicher Aufbewahrungsort mit Büchern, der dazu dient, Bücher kostenlos, anonym und ohne jegliche Formalitäten zum Tausch oder zur Mitnahme anzubieten. Die Liste erhebt keinen Anspruch auf Vollständigkeit.

## Öffentliche Bücherschränke im Landkreis Lörrach
Derzeit sind im Landkreis Lörrach 11 öffentliche Bücherschränke erfasst (Stand: 30. Januar 2022):
| Bild | Ausführung                                       | Ort                    | Seit         | Anmerkung | Geokoordinaten                          |
| ---- | ------------------------------------------------ | ---------------------- | ------------ | --- | --------------------------------------- |
|      | Schrank (einbrennlackierte Quadratprofile / ESG) | Lörrach                | Okt. 2012    | Entwurf: F. Wilhelm, Lörrach; barrierefreier Zugang; Initiative „Bürgerstiftung Lörrach“, am Senegallia-Platz          | ⊙ Tumringer Straße 213                  |
|      | Schrank (einbrennlackierte Quadratprofile / ESG) | Lörrach-Stetten        | Okt. 2012    | Entwurf: F. Wilhelm, Lörrach; barrierefreier Zugang; Initiative „Bürgerstiftung Lörrach“, beim Brunnen am „Milchhüsli“ | ⊙ Rathausgasse 2                        |
|      | Schrank (einbrennlackierte Quadratprofile / ESG) | Lörrach-Tumringen      | Nov. 2019    | Initiative „Bürgerstiftung Lörrach“                                                                                    | ⊙ Mühlestraße 6                         |
|      | Schrank (einbrennlackierte Quadratprofile / ESG) | Lörrach-Salzert        | Juli 2020    | Initiative „Bürgerstiftung Lörrach“                                                                                    | ⊙ Ecke Salzertstraße / Dinkelbergstraße |
|      | Bücherschrank in ehemaliger Telefonzelle         | Niedereichsel          | Anfang 2020  | | ⊙ Birsstraße                            |
|      | Bücherschrank                                    | Rheinfelden            |              | Bücherschrank Rheinfelden (Baden)                                                                                      | ⊙ Hardtstraße 6                         |
|      | Holzbücherschrank                                | Rheinfelden-Herten     | Juli 2020    | zur Verfügung gestellt durch die Ortsverwaltung Herten                                                                 | ⊙ Rabenfelsstraße 24                    |
|      | Bücherschrank in ehemaliger Telefonzelle         | Schönau im Schwarzwald | 5. Feb. 2018 | zur Verfügung gestellt durch die Stadt Schönau im Schwarzwald und betrieben von der Agenda-Gruppe der Stadt            | ⊙ Gentnerstraße 1                       |
|      | Edelstahlschrank BOKX 02                         | Schopfheim             | 2015         | Aufgestellt von der Stadt Schopfheim im Rahmen des Innenstadtkonzeptes, am Lindenplatz, Innenstadt                     | ⊙ Hauptstraße 33                        |
|      | Telefonzelle                                     | Kandern-Wollbach       |              | | ⊙                                       |
|      | Telefonzelle                                     | Steinen-Weitenau       | Nov. 2021    | [ 2 ] | ⊙                                       |

## Statistik
Für einen Vergleich zu den anderen Land- und Stadtkreisen Baden-Württembergs sowie zum Landesdurchschnitt siehe die Statistik öffentlicher Bücherschränke in Baden-Württemberg.